# Phaedinus martii
Phaedinus martii là một loài bọ cánh cứng trong họ Cerambycidae.